# 영신간호비즈니스고등학교
영신간호비즈니스고등학교(永信看護비즈니스高等學校)는 대한민국 서울특별시 노원구 중계동에 있는 사립 고등학교이다.

## 학교 연혁
- 1987년 5월 8일 : 영신학원 설립
- 1987년 5월 8일 : 김창인 이사장, 박광일 이사, 윤동익 이사, 류순하 이사, 김의용 이사 취임
- 1987년 12월 3일 : 학교법인 영신학원으로 명칭 변경
- 1992년 10월 7일 : 영신여자실업고등학교 설립인가(상업 5, 전산 3, 디자인 2학급 계 10학급)
- 1993년 3월 1일 : 초대 교장으로 영신여자고등학교 용재규 교장(겸직) 취임
- 1993년 3월 2일 : 제1회 입학식, 보통교실 434m2(737평) 5층 15실 및 강당 934m2(283평) 준공
- 1995년 3월 7일 : 실습실 및 특별교실 증축 908m2(275평)
- 1995년 7월 19일 : 광성관 556.77m2(168평) 증축
- 1996년 2월 13일 : 제1회 졸업식
- 2010년 6월 30일 : 학칙변경 교명을 영신간호비즈니스고등학교로. 보건간호과(2), 보건코디네이터과(2), 영·유아보육과(1), 보건비즈니스과(2), 유니버설디자인과(2)로 변경, 총 27학급(2011학년도부터 시행)
- 2010년 10월 4일 : 교육청지원형 특성화고 선정(2012학년도부터 시행)
- 2011년 3월 1일 : 학칙변경에 따라 영신간호비즈니스고등학교로 교명 사용
- 2016년 8월 1일 : 학칙변경 보건간호과(3), 보건뷰티과(1) 보건비즈니스과(3), 아트디자인과(2)로 변경, 총 27학급 (2017학년도부터 시행)
- 2017년 8월 1일 : 학칙변경 보건뷰티과(2), 보건비즈니스과(2), 시각디자인과(2)로 변경
- 2021년 3월 1일 : 제11대 이정숙 교장 취임
- 2021년 3월 2일 : 제29회 입학식
- 2022년 2월 8일 : 제27회 졸업식

## 설치 학과
- 보건간호과
- 뷰티헬스과
- 보건코디네이터과
- 보건비즈니스과
- 보건뷰티과
- 웰빙베이커리과
- 영상그래픽디자인과

## 근접한 학교
- 영신여자고등학교
- 대진여자고등학교
- 서울아이티고등학교
- 미래산업과학고등학교
- 중계중학교
- 중계초등학교
- 상명고등학교
- 상명중학교
- 상명초등학교
- 을지중학교
- 을지초등학교
- 원광초등학교
- 불암고등학교
- 불암초등학교
- 재현중학교
- 상계제일중학교
- 중원중학교
- 서울중원초등학교
- 서울수암초등학교
- 서울용동초등학교
- 서울청계초등학교

## 참고 자료
- 영신간호비즈니스고등학교 - 한국교육학술정보원 학교알리미